# Андон Качарков
Андон (Дончо, Доню) Великов Качарков, Качярков или Оряховалията е български революционер, деец на Вътрешната македонска революционна организация.

## Биография
| “ | Отъ 1904 г. бѣхъ деенъ членъ въ М.О. организация. Презъ 1911 год. бѣхъ нелегаленъ, като груповъ началникъ, водихъ сражение съ турска войска въ м. „Ковача“, Сѣрско. Презъ 1912, преди започване на Балк. война въ четитѣ на Г. Занков и Мих. Скендеров се сражавахъ съ турск. войска при м. „Капакли“, надъ Сѣръ и въ града при превземането му. После заминахъ доброволецъ въ М. О. опълчение – 14 Воденска друж. I р., I взв. При сражението на Султанъ тепе в. „Говедаръ“ бѣхъ раненъ въ гръдитѣ; за това притежавамъ вр. свидетелство № 165 отъ 10. VIII. 1913 отъ дружината. Презъ 1914 год. бѣхъ войвода на чета за разнузнаване, назначенъ отъ Протогеровъ и Т. Александровъ, действувахъ въ Сѣрския районъ. Сражавахъ се съ гръцки войски въ м. „Св. Недѣля“, с. Орѣховско. Презъ 1915 год. убихме Ангелъ Манделата отъ с. Д. Фращенъ. Той обираше, убиваше и безчестеше всичко българско въ околията, като се оттеглихме сражавахме се при с. Каракьой и м. „Зеляново“, Д. Бродско. За сѫщото убийство гръцкия сѫдъ задочно ме осѫди на смърть. Презъ европ. война бѣхъ въ планинската дружина, която действуваше въ Моравско и Шумадия, кѫдето имахме не по-малко отъ 50 сражения съ сърбитѣ. Отъ 1922 до 1934 г. бѣхъ войвода на Сѣрската чета за организиране на бълг. население и изтрѣбване на вредителитѣ за българщината. Презъ 1925 год. при настѫплението на гърцкитѣ войски въ Петричко рѫководяхъ милицията отъ Неврокопската околия отъ 800 души, които заминахме от с. Поста „Св. Константинъ“, Либяховско, до м. „Коритата“, Али ботушъ, Голешовско. Презъ 1941 г. м. февр. бѣхъ изпратенъ от В. министр. съ група отъ 8 души въ Гърция – Сѣрско за разузнаване и произвеждане атентати при навлизане на германскитѣ войски към с. Зърнево, Неврокопско и линията „Метаксасъ“. Азъ имъ бѣхъ водачъ и се сражавахъ. г. Неврокопъ, 14. IV. 1943 год. – А. Качарковъ | ” |
|   | |   |

| “ | Удостовѣрение. Неврокопското градско общинско управление, възъ основа на представено махалянско свидетелство подписано отъ: 1. Илия попъ Ивановъ 2. Костадинъ Ник. Филиповъ и 3. Димитъръ Илиевъ Кромидовъ жители на гр. Неврокопъ, околия Неврокопска, удостовѣрява, че г. АНДОНЪ ВЕЛИКОВЪ КАЧАРКОВЪ родомъ отъ с. Орѣховецъ, околия Сѣрска, а по настоящемъ житель на гр. Неврокопъ ул. „Търговска“, № 25 на възрасть 61 години е благонадежденъ българинъ, по произходъ българинъ и не се е проявявалъ въ противобългарски и противодържавни идеи. Споредъ сѫщото махалянско свидетелство семейното му положение е следното: жененъ съ четири деца. Материялното му състояние се състои отъ кѫща, 20 декара ниви. Месечниятъ му доходъ е: /2100/ две хиляди и сто лева. Това се издава на сѫщия по писмена молба вх. № 3978 отъ 17. IV. 1943 год., къмъ която е приложено по-горе поменатото махалянско свителество, за послужване при отпускане на народна пенсия. | ” |
|   | |   |

Качарков е роден в 1884 година в сярското село Ореховец, тогава в Османската империя, днес в Гърция. Получава основно образование. В 1904 година става член на ВМОРО. От 1911 година е нелегален четник и като групов началник води сражение с османци в Сярско.
При избухването на Балканската война е в четите на Георги Занков и Михаил Скендеров, с които се сражава в местността Капакли над Сяр, след това се присъединява като доброволец в Македоно-одринското опълчение и служи в 1 рота на 14 воденска дружина. Участва в голямото сражение на Опълчението през Междусъюзническата война при Султан тепе, в което е ранен в гърдите.
След Балканските войни Александър Протогеров и Тодор Александров го назначават за войвода на разузнавателна чета на ВМОРО, действаща в Сярско. Сражава се с гръцки части в местността Света Неделя над родното си село. Като четник в районната неврокопска чета на ВМОРО изпълнява смъртната присъда на Яне Сандански на 21 април 1915 година в Пирин, но в съда е оправдан заради липса на доказателства. Убива предателя Ангел Манделата от Долно Фращани и при оттеглянето на четата се сражава при Каракьой и в местността Зеляново при Долно Броди. За убийството в Гърция е осъден задочно на смърт.
Участва в Първата световна война с Планинската дружина, която действа в Поморавието и Шумадия и дава 50 сражения на гръцки чети.
Участва във възстановяването на ВМРО след Първата световна война и от 1922 до 1934 година е войвода на чета в Драмско и Сярско. Заедно с Георги Хазнатарски и Иван Келпеков води сражения в Костурско, Леринско и Воденско. При нахлуването на гръцки войски в България при Петричкия инцидент в 1925 година е начело на милицията от 800 души от Неврокопска околия.
През февруари 1941 година военното министерство го изпраща с разузнавателна чета от 8 души за разузнаване и провеждане на атентати. При германското настъпление към Зърнево и линията „Метаксас“ през април 1941 година, е водач на германците и участва в сражения.
На 14 април 1943 година, като жител на Неврокоп, подава молба за българска народна пенсия, която е одобрена и пенсията е отпусната от Министерския съвет на Царство България.
След Деветосептемврийския преврат в 1944 година е арестуван от комунистическите власти заедно с други дейци на ВМРО и убит без съд край Неврокоп.